# Acalolepta marshalli
Acalolepta marshalli là một loài bọ cánh cứng trong họ Cerambycidae.